# جيارابوب
جيارابوب (بالإيطالية: Giarabub)‏ هو فيلم حرب إيطالي أنتج عام 1942 من إخراج جوفريدو أليساندريني.

## ملخص
تدور احداث الفيلم حول حصار الجغبوب خلال الحرب العالمية الثانية، حيث دافعت القوات الإيطالية عن الجغبوب في ليبيا لمدة تسعة أشهر ضد القوات البريطانية.

## ممثلون
- كارلو نينشي
- ماريو فيراري
- دوريس دورانتي[4]
- كارلو رومانو
- أنيبال بيتروني